# عامر المهلهل
عامر المهلهل من مقرئي القرآن الكريم ، وكان إماما وخطيبا سابقا لعدة مساجد في المملكة العربية السعودية ، اسمه عامر بن أحمد بن يحيى المهلهل، عمل إماما لجامع الملك فيصل بحي البغدادية بجدة، وإماما وخطيبا لجامع زيد الخير بحي النعيم بجدة، وإماما وخطيبا لجامع عبد القادر فقيه بالكورنيش الشمالي بجدة، وإماما لمسجد بن سند الغامدي بحي الربوة بجدة، وإماما وخطيبا لجامع أم المؤمنين خديجة بنت خويلد بحي الزهراء بجدة ، ويعمل الآن إماما للمسجد الأموي الكبير بالعاصمة السورية دمشق ، شارك في إمامة صلاة التراويح في مسجد محمد بن عبد الوهاب بقطر عام 1433هـ الموافق 2012 شارك أيضاً في صلاة التراويح في دولة الإمارات العربية المتحدة في كل من: عجمان عامي 1431 هـ و 1432 هـ في جامع الشيخ زايد، دبي عام 1434 هـ في جامع الفاروق، الشارقة وخور فكان عام 1437 هـ وفي عام 1438 في عدة جوامع بدبي ضمن استضافة دائرة الشؤون الإسلامية في عدة جوامع.

## وصلات خارجية
- مصحف الشيخ عامر المهلهل في موقع حبابي
- مصحف الشيخ عامر المهلهل في موقع رياض القران